# أميوغو
بلدية أميوغو (بالإسبانية: Ameyugo)‏، هي إحدى بلديات مقاطعة برغش، التي تقع في منطقة قشتالة وليون، والتي تقع في شمال غرب إسبانيا.
يبلغ عدد سكانها 84 نسمة وفقاً لإحصائية سنة (2002).